# German Godlyuk
Pas d'image ? Cliquez ici

a Compétitions nationales et continentales officielles uniquement.

b Matchs officiels uniquement.
Dernière mise à jour le 13 décembre 2020.
German Godliouk (en russe : Герман Годлюк), né le 11 août 1992, est un joueur russe de rugby à XV qui évolue au poste d'arrière et de demi d'ouverture. 

## Biographie
German Godliouk commence le rugby en 2003, au sein du Slava Moscou. Prometteur, il est intégré à l'équipe de Russie des moins de 20 ans qui participe au trophée mondial de rugby à XV des moins de 20 ans en 2011 et 2012. En 2012, il connaît aussi sa première sélection avec la Russie, face à l'Ukraine. La même année, il signe son premier contrat professionnel avec la Slava Moscou, avec qui il restera jusqu'en 2018. Il rejoint alors le VVA Podmoskovie, avec qui il remporte d'entrée de jeu le championnat de Russie de rugby à sept. La même année, il retrouve la sélection Russe, lors d'un test match face au Canada. L'année suivante, il est intégré à l'effectif qui prend part à la Coupe des nations, et inscrit son premier essai international.
Fin 2020, il quitte le VVA, pour signer au RC CSKA Moscou. L'équipe première du CSKA met un terme à ses activités pour raisons financières, et il retourne alors dans l'autre club moscovite, le Slava.

## Palmarès
- Championnat de Russie de rugby à sept 2018

## Statistiques

### En sélection
| Année | Compétition            | Matchs | Points | Essais | Transf. | Drops | Pénal. |
| ----- | ---------------------- | ------ | ------ | ------ | ------- | ----- | ------ |
| 2012  | CEN D1 2010-2012       | 1      | -      | -      | -       | -     | -      |
| 2018  | Test                   | 1      | -      | -      | -       | -     | -      |
| 2019  | Coupe des Nations 2019 | 1      | 5      | 1      | -       | -     | -      |
| 2020  | REC 2020               | 1      | -      | -      | -       | -     | -      |
| Total | Total                  | 4      | 5      | 1      | -       | -     | -      |

| Essai | Adversaire   | Lieu                      | Compétition                          | Date        | Résultat | Score |
| ----- | ------------ | ------------------------- | ------------------------------------ | ----------- | -------- | ----- |
| 1     | Argentine XV | Stade Charrúa, Montevideo | Coupe des nations de rugby à XV 2019 | 9 juin 2019 | Victoire | 48-40 |